# Adolphe Retté
Adolphe Retté (Parigi, 25 luglio 1863 – Beaune, 8 dicembre 1930) è stato uno scrittore francese.

## Biografia
Inizialmente aderisce alla poesia simbolista collaborando, insieme a Jean Moréas e Gustave Kahn, alle riviste "La Vogue" e "L'Ermitage", e pubblicando le raccolte in versi Cloches en la nuit (1889), Une belle Dame passa (1893) e L'Archipel en fleurs (1895). Successivamente trae ispirazione dalla vita della natura: appartengono a questo periodo, nel quale l'autore risiede a Guermantes, in mezzo alla foresta di Fontainebleau, La forêt bruissante (1896) e Dans la forêt (1903).
Ateo e materialista militante, aderisce alle idee anarchiche, esperienza descritta in Réflexions sur l'anarchie (1904). Nel 1906 si converte al cattolicesimo, testimoniando la sua nuova vita spirituale in opere in prosa, come Du Diable à Dieu (1907), Le Règne de la Bête (1908), Notes sur la psychologie de la conversion (1911) e La conversion (1927).

## Opere
- Cloches en la nuit, L. Vanier, Parigi, 1889.
- Thulé des Brumes, Bibliothèque artistique et littéraire, Parigi, 1891.
- Une belle dame passa, L. Vanier, Parigi, 1893.
- L'Archipel en fleurs, Bibliothèque artistique et littéraire, Parigi, 1895.
- Trois dialogues nocturnes, L. Vanier, Parigi, 1895.
- La Forêt bruissante, Bibliothèque artistique et littéraire, Parigi, 1896.
- Aspects, Bibliothèque artistique et littéraire, Parigi, 1897.
- XIII Idylles diaboliques, Bibliothèque artistique et littéraire, Parigi, 1898.
- Œuvres complètes, Bibliothèque artistique et littéraire, Parigi, 2 volumi, 1898.
- Arabesques, Bibliothèque artistique et littéraire, Parigi, 1899.
- La Seule Nuit (romanzo), Bibliothèque artistique et littéraire, Parigi, 1899.
- Dans la Forêt, L. Vanier, Parigi, 1903.
- Mémoires de Diogène, E. Fasquelle, Parigi, 1903.
- Le Symbolisme, anecdotes et souvenirs, L. Vanier, Parigi, 1903.
- Du Diable à Dieu, histoire d'une conversion, A. Messein, Parigi, 1907.

Dal diavolo a Dio. Storia di una conversione, Editore Effatà, 2002
- Au pays des lys noirs, souvenirs de jeunesse et d'âge mûr, P. Téqui, Parigi, 1913.
- Une privilégiée de la Sainte Vierge, Louise Ripas, Bloud & Gay, Parigi, 1922.
- Léon Bloy, essai de critique préalable, Bloud & Gay, Parigi, 1923.
- La Maison en ordre, comment un révolutionnaire devint royaliste, Nouvelle librairie nationale, Parigi, 1923.
- Le Règne de la bête, A. Messein, Parigi, 1924.
- La Basse-cour d'Apollon, mœurs littéraires, A. Messein, Parigi, 1926.
- Jusqu'à la fin du monde, A. Messein, Parigi, 1926.
- Un séjour à Lourdes, journal d'un pèlerinage à pied, L. Vanier / A. Messein, Parigi, 1926.

A piedi a Lourdes. Cronaca di un pellegrinaggio. Impressioni di un barelliere, Editore Effatà, 1999.
- Réflexion sur l'anarchie, Promenades subversives, Groupe de propagande par la brochure, Parigi, 1932.
- En attendant la fin, A. Messein, Parigi, 1933.